# Абалакская икона Божией Матери
Абала́кская ико́на «Зна́мение» Бо́жией Ма́тери — чудотворная икона Богородицы сибирского происхождения, самая почитаемая икона Богоматери в Сибири. Написана в 1636 году при тобольском архиепископе Нектарии протодиаконом кафедрального собора Матфием.

## История иконы
В особом Сказании об иконе говорится, что в 1636 году вдовице Марии из татарского селения Абалак, в 30 километрах от Тобольска, во сне явилась икона Божьей Матери иконографического типа Оранта (Знамение) с изображёнными по сторонам иконы Николаем Чудотворцем и Марией Египетской. Богородица повелела построить церковь в Абалаке во имя этой иконы с приделами двух увиденных святых. Медлившей объявить о видении Марии были новые грозные видения с требованием исполнить данное указание. Когда об этом стало известно архиепископу, то по его указанию началась постройка храма.
Написание иконы было заказано кафедральному протодиакону крестьянином Евфимием, которому тобольский юродивый Павел предрёк исцеление от написанного образа. По мере написания иконы крестьянин укреплялся здоровьем и полностью выздоровел, когда принёс икону в собор для освящения. Икона стала почитаться как чудотворная. Сохранилось (в 10 списках) сказание об этой иконе, составленное на основе «допросных речей» самой вдовицы Марии (1641 год), в дальнейшем пополнявшееся новыми чудесами.
Празднование иконе совершается 20 июля (2 августа) и 27 ноября (10 декабря).
Икона 1636 года не сохранилась, с неё известно много списков, также почитавшихся как чудотворные; один из них находился в Семипалатинске и был утрачен в 1919 году. Сохранился список с этого списка, происходящий из монастырской церкви на Святом ключе, который находится в Воскресенском соборе Семипалатинска.
В честь иконы в 1783 году святителем Варлаамом был основан Абалакский монастырь.
В 2018 году по благословению епископа Усть-Каменогорского и Семипалатинского Амфилохия (Бондаренко) Абалацкая-Семипалатинская икона Божией Матери «Знамение» была воссоздана «мера в меру» в иконописной школе при Тобольской духовной семинарии (иконописец — Константин Горетонцев). Освящена в Свято-Знаменском Абалакском мужском монастыре наместником — игуменом Серафимом (Красновым). Риза изготовлена во Владимире. В 2019 году образ был доставлен в Семипалатинск (Семей) и помещен в кафедральный Воскресенский собор.